# Поњаска (Караш-Северин)
Поњаска (рум. Poneasca) насеље је у Румунији у округу Караш-Северин у општини Бозовичи. Oпштина се налази на надморској висини од 430 m.

## Историја
По "Румунској енциклопедији" насеље је основано тек 1909. године.

## Становништво
Према подацима из 2002. године у насељу је живело 78 становника.

### Попис2002.
| Расподела становништва по националности 2002.‍ | Расподела становништва по националности 2002.‍ | Расподела становништва по националности 2002.‍ | Расподела становништва по националности 2002.‍ | Расподела становништва по националности 2002.‍ |
| --------------------------------------------- | --------------------------------------------- | --------------------------------------------- | --------------------------------------------- | --------------------------------------------- |
|                                               |                                               |                                               |                                               |                                               |
| Румуни                                        | Румуни                                        |                                               | 68                                            | 91,9%                                         |
| Чеси                                          | Чеси                                          |                                               | 6                                             | 8,1%                                          |